# PU-Szarruma
PU-Szarruma – domniemany król z początków istnienia państwa hetyckiego (pocz. XVII w. p.n.e. ?), wymieniony w jednej z Hetyckich królewskich list ofiarnych jako syn Tudhaliji I i ojciec Labarny. Nie ma pewności czy był on królem, gdyż w listach tych, dotyczących ofiar zwierzęcych składanych zmarłym królewskim przodkom, wymieniano nie tylko władców, ale też członków ich rodzin.